# Memorie intime
Memorie intime (titolo originale: Mémoires intimes) è l'autobiografia dello scrittore belga Georges Simenon. Rimarrà il suo ultimo libro.
Il volume è stato scritto a Losanna, nel cantone di Vaud in Svizzera tra il febbraio e il novembre del 1980, rivisto tra febbraio e marzo e uscito a stampa nell'ottobre dell'anno successivo presso la casa editrice Presses de la Cité. A differenza delle ultime opere di Simenon che risultano dettate e registrate su nastri per poi essere riversate da segretarie in dattiloscritto, questo romanzo è stato scritto a mano dall'autore: il manoscritto su quaderni di scuola è ora parte di una collezione privata, mentre una copia dello stesso è conservata presso i Fonds Simenon dell'Università di Liegi.
Narra la vita dell'autore e della sua famiglia a partire dal suo trasferimento da Liegi a Parigi, intorno agli anni venti del XX secolo, sino al suicidio della figlia di Simenon, Marie-Jo, avvenuto il 19 maggio 1978.
Simenon scrive questo libro per commemorare la figlia, ma è un pretesto, per niente nascosto dallo stesso autore: lo fa principalmente per placare il dolore e i sensi di colpa e in questo modo dà vita a una sorta di grande affresco autobiografico. In appendice all'autobiografia, Simenon ha voluto pubblicare tutti gli scritti della figlia suicida, come omaggio alla giovane.
All'uscita della prima edizione l'avvocato di Denyse Ouimet, ex-moglie di Simenon e madre di Marie-Jo, ottiene che vengano soppresse tredici righe alle pp. 495–96 e sette righe a p. 753, ma per non ritirare il libro dalla distribuzione già avvenuta Simenon subisce la condanna a dover apporre sulle righe incriminate una striscia di carta bianca.

## Sinossi
La narrazione inizia dagli anni venti del XX secolo, quando l'autore si trasferisce da Liegi a Parigi e inizia a scrivere i suoi primi racconti che vengono pubblicati a nome dei diversi pseudonimi dell'autore. La prima parte si svolge quindi in Francia e l'autore conosce la prima moglie, Régine Renchon, chiamata confidenzialmente Tigy. Con lei intraprende diversi viaggi in Africa, Asia ed Europa e soprattutto un viaggio in chiatta, la Ginette, quindi sul cutter Ostrogoth, lungo i canali navigabili che consentono alle imbarcazioni di attraversare l'intera Francia, dal canale della Manica al Mar Mediterraneo. A bordo dell'Ostrogoth "nasce" il Commissario Maigret, che contribuisce alla fama e alla ricchezza di Simenon.
Durante la guerra, Simenon e Tigy si trasferiscono in Charente Marittima e poi in Vandea, e nel 1939 nasce il primo figlio di Simenon, Marc. Dopo la guerra i rapporti tra Simenon e Tigy sono ormai ridotti alla pacifica convivenza, ma rimangono uniti per amore del figlio. Si trasferiscono in America, prima in Canada, poi nei dintorni di New York, dove Simenon, cercando una nuova segretaria, conosce Denyse Ouimet, che diverrà la sua seconda moglie e la madre di tre figli dell'autore; nel libro, Simenon parla della seconda moglie senza mai pronunciare il suo vero nome: al suo posto utilizza l'iniziale D. Da New York, Simenon intraprende un viaggio che lo conduce prima in Florida e poi definitivamente in Texas. Poi di nuovo brevemente in California e infine si stabilisce nel Connecticut. Durante queste diverse tappe nascono i figli di Simenon e D., John e Marie-Jo.
All'inizio degli anni cinquanta, torna in Europa (dove nascerà l'ultimo figlio Pierre), prima in Costa azzurra e poi definitivamente in Svizzera. La malattia psichiatrica di D. si paleserà in tutto il suo dramma, e la vita di Simenon e dei suoi figli verrà segnata indelebilmente da tali eventi. Negli anni sessanta conosce infine Teresa Sburelin, un'infermiera di origini friulane che rimarrà accanto a Simenon sino alla morte.
(Georges Simenon, Memorie intime, pp. 51 e 61)

## Edizioni italiane
- Georges Simenon, Memorie intime. Seguite dal Libro di Marie-Jo, trad. di Laura Frausin Guarino, Collezione La collana dei casi n°54, Adelphi, Milano 2003, pp. 1–228 ISBN 8845917754; Collana gli Adelphi n°359, Adelphi, 2009 ISBN 978-88-459-2450-7.